# 横峰寺

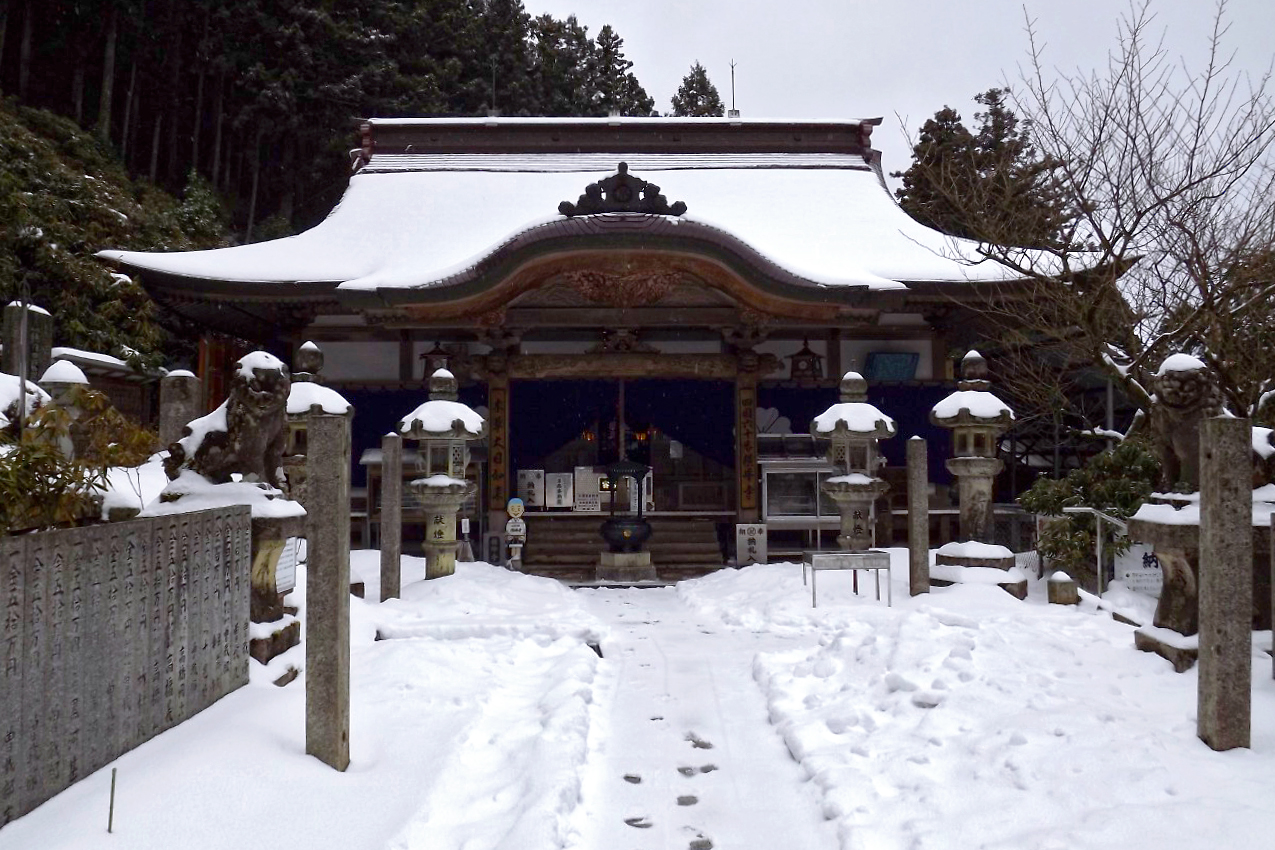
本堂

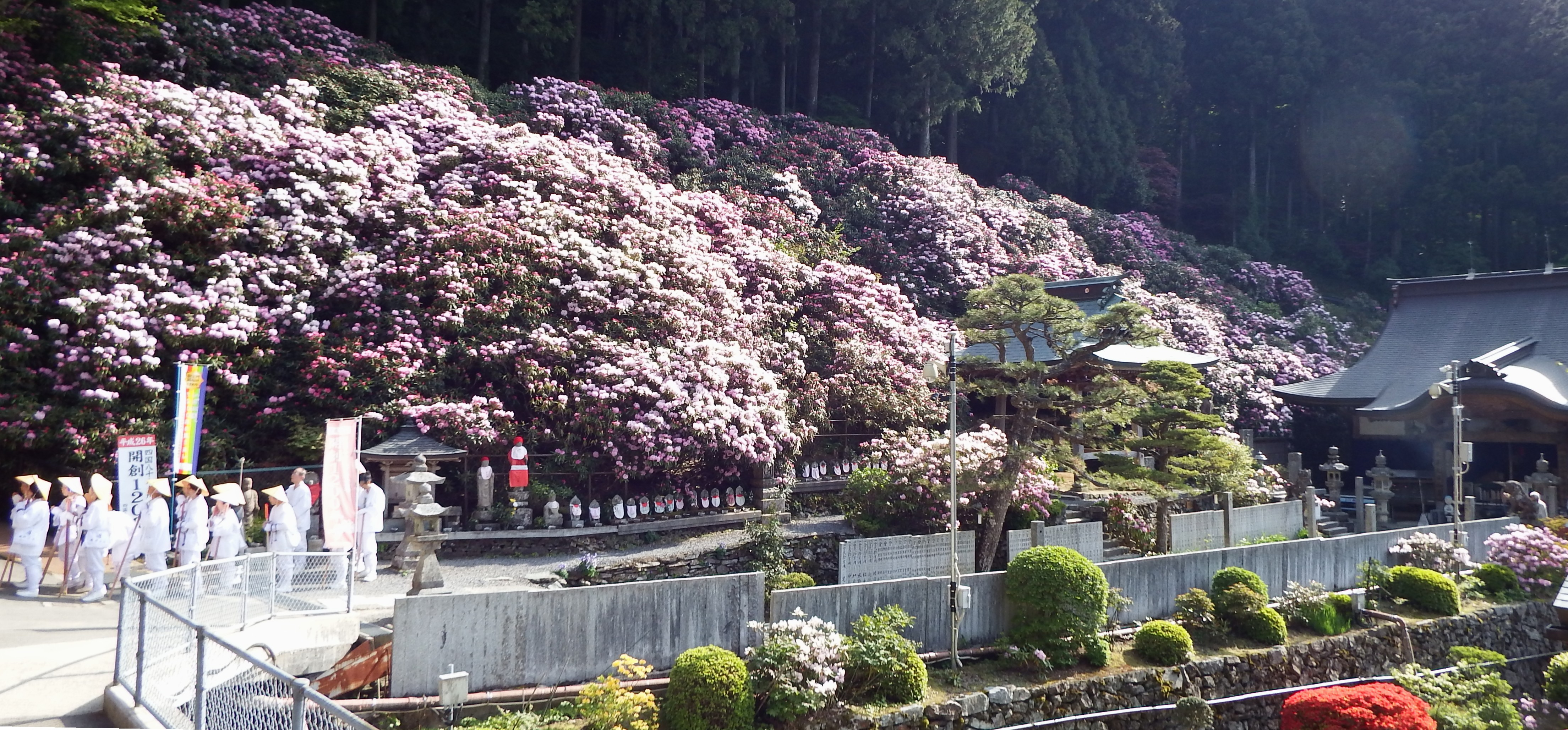
満開のシャクナゲ

横峰寺（よこみねじ）は、愛媛県西条市小松町にある真言宗御室派の寺院。山号は石鈇山（いしづちざん）、院号は福智院（ふくちいん）と号す。本尊は大日如来。四国八十八箇所六十番札所で石鎚山の西遥拝所。
- 本尊真言：おん あびらうんけん ばざらだどばん
- ご詠歌：たて横に峰や山辺（やまべ）に寺建てて　あまねく人を救ふものかな
- 納経印：当寺本尊、奥の院 星ヶ森・石鈇大権現、四国 (東予) 七福神・大黒天

## 概要
標高745 m付近にあり伊予国では最高所で関所寺、八十八箇所の中で雲辺寺に次いで2番目（本堂の位置で比較）の高さ。明治の神仏分離以前は蔵王権現を祀り、その後一時期は石鎚神社の横峰社となった名残りで、本堂の前には一対の狛犬がいる。
湯波と虎杖と白滝の三カ所のいずれかからの険しい遍路道を登るしか行きつけなかったため、麓に前札所のある三つの札所の一つであったが、1984年（昭和59年）当寺より約1.5 kmの所まで林道が開通し、あと約30分緩やかな道を歩くのみとなった。その後、さらに林道は伸びて今では約0.5 km歩くだけになっている。
四国八十八景63番に「霊峰石鎚の真正面～史跡横峰寺道から名勝星ヶ森へ～」で選定されている。

## 歴史
寺伝によれば、白雉2年（651年）役行者が石鎚山を臨む星ヶ森で修行をしていたところ、山頂付近に蔵王権現が現れたのでその姿を石楠花の木に刻んで小堂を建て安置したのが創建といい、その後行基が天平年間（729年 – 748年）に入山した。また、延暦年間（782年 – 806年）石仙（灼然）が住持し桓武天皇の脳病平癒を成就したことから菩薩号を賜り、当寺には金の御幣（現存せず）を賜ったと伝えられる。
大同年間（806年 – 810年）には空海（弘法大師）が入山し星が森で星供養の修法をした際、蔵王権現を感得し、大日如来を刻んで本尊とし、堂宇を整備したという。
承応2年（1653年）澄禅が訪れたときには、蔵王権現（本地阿弥陀如来）を祀る本社があり、その前に石仙を祀る開山堂、本社に対面するように大日如来および弘法大師を祀る本堂があったと記されている。
いつのころか四国霊場巡拝は、当寺を打った後、当寺より5町未申の方角（約0.5 km南西）に上がった鉄ノ鳥居（星ヶ森）で参拝し、ここより9里先の山中にある石鈇山蔵王権現（前神寺）への参拝を済ますようになっていた。その対抗として、江戸時代初期、札所としての便宜をはかるためとして里寺納経所（通称里前神寺）を橘郷（現在の石鎚神社口之宮本社の場所）に設置された。前神寺（通称奥前神寺）は標高1,400 mで過酷な環境の山中ゆえ本寺機能は里に移っていった。それでも納経は「石鈇山大悲蔵王権現 別當前神密寺 里寺納経所」と書き別当職の独占をしていたが、本寺となった里前神寺より奥前神寺に近くなった当寺は、その管理権と別当の称号を確保しようとしていた。そして、当寺が納経帳に「石鈇山蔵王権現　別當横峰寺」と記帳したのが発端で、ついには奥前神寺の地所をめぐって前神寺と争いになり、明和6年（1769年）御室御所（仁和寺門跡）の裁定を受けるが、別当を専有してきた前神寺に負け、佛光山石鈇社（当寺境内にある蔵王権現社のこと）の別当とされ、「石鈇社蔵王権現　別當横峯寺」と記帳するようになる。だが、公儀の裁定では奥前神寺の名称は常住社に変更させ、その地所は西条藩から小松藩とすることができた。
明治初年の神仏分離令によって、当寺は廃寺となり石鎚神社（当時は石鉄神社）の西遥拝所横峰社となることとなった。神社とされた境内には仏教の物は排除されたので、本尊の大日如来像などは、仁王門から少し下がったとこから入った所に堂が建てられ納められ、横峰寺の名でははばかれるので、横峰寺が「おうみねじ」と読めることから同じ音である大峰寺と名付られた。そして、60番札所は麓の清楽寺に移され、230余戸の檀家は香園寺へと移された。明治8年（1875年）に正式に廃寺となる。しかし、明治10年には遠くて祭祀に支障が出ているとのことで檀家総代より横峰寺の再建願いが出され、明治13年（1880年）にようやく檀信徒の協力により大峰寺の名前で復興し、1885年（明治18年）には札所が返納される。そして、1909年（明治42年）に元の横峰寺の名に戻される。

## 境内
- 山門（仁王門）

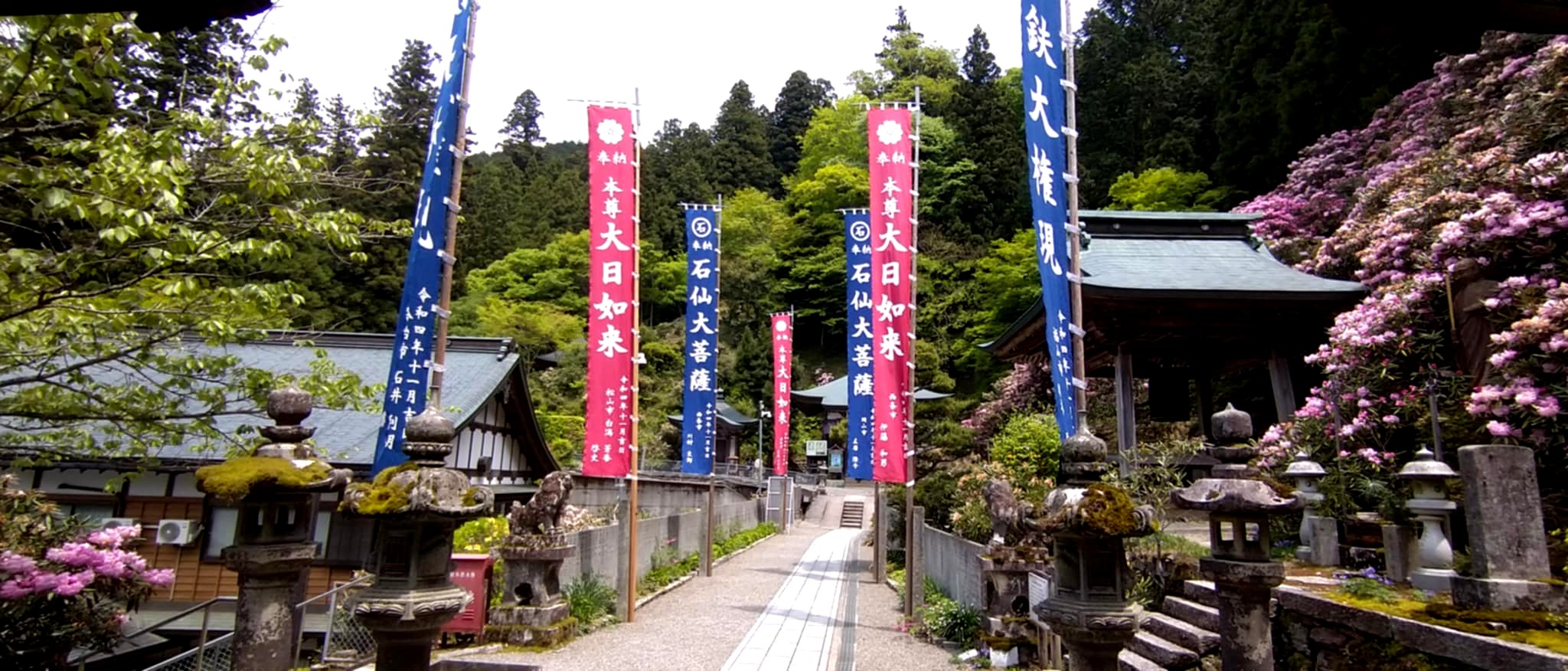
横峰寺　境内

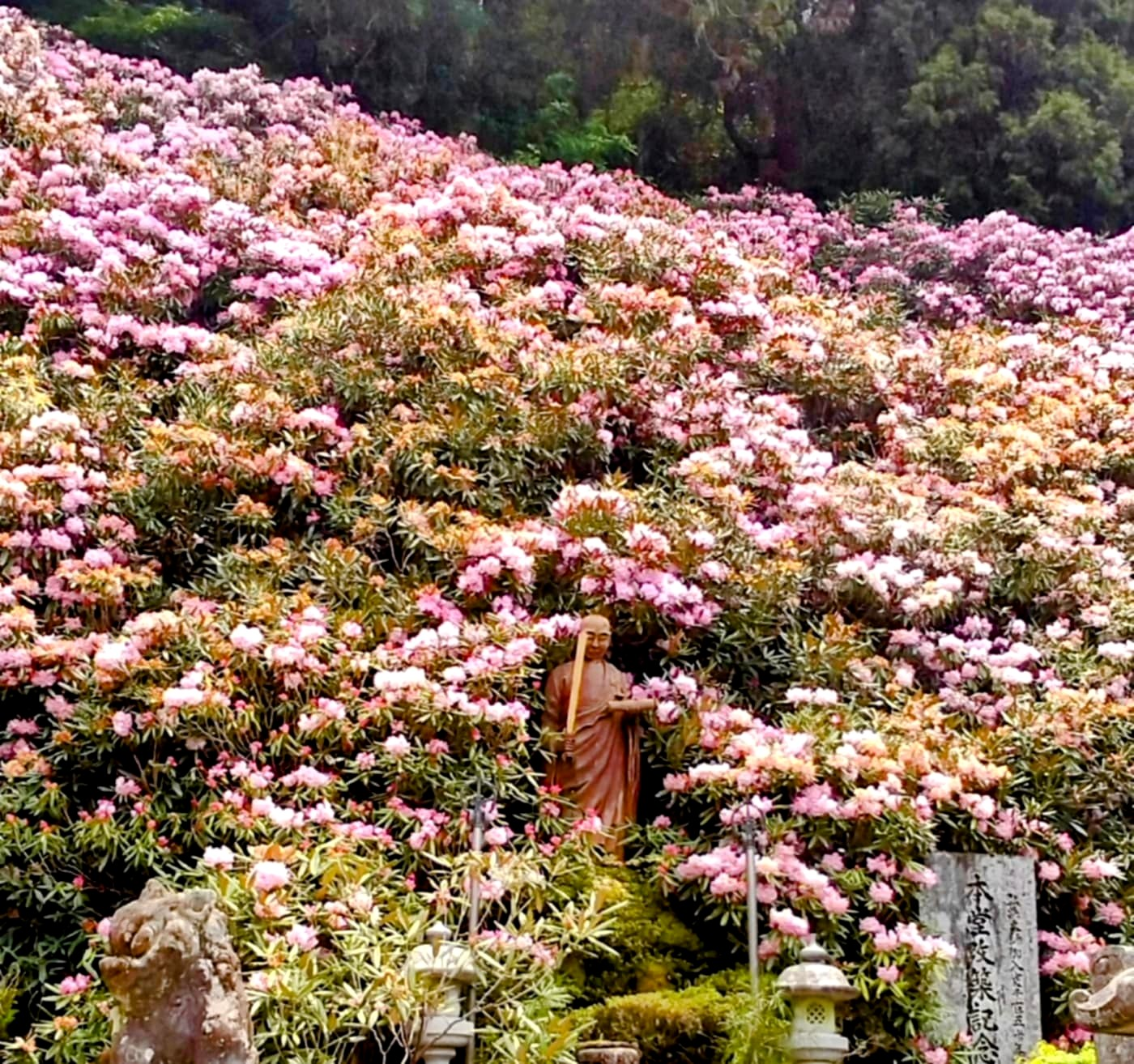
開山堂跡に星供大師

- 本堂：本尊は金剛界大日如来坐像（全身も光背共に金色）、向かって左に蔵王権現立像（右手右足を上げ左手は刀印の真っ黒い姿、像高は本尊と同程度）、向って右は石仙菩薩（しゃくせんぼさつ）いずれも秘仏。両脇陣には弓矢を持つ赤い着物の左大臣と黒い着物の右大臣の半跏像で拝観可能。お加持用の権現像は単体。護摩焚き壇が中央にあり。本堂の中の前室部分に入って参拝できる。元の石鈇社跡に建つ。
- 大師堂：2014年に大師像は修繕され同年9月以降開帳されている。元の大日堂跡でかつては本尊大日如来と両脇に如意輪観音および大師像が祀られていた。
- 歓喜天堂：大師堂の左に建つ。
- 鐘楼
- 星供大師：元は石仙菩薩を祀っていた開山堂の跡地に立つ。
- 星月堂（納骨堂）
- 妻白大明神社：当地の鎮守社。境内の北の尾根筋末端にある。
- 稲荷社（祠）：上記堂の背後にある。
- 庫裏・客殿・納経所
- 大峰寺の跡：明治の神仏分離の時、境外に堂を造り本尊や仏具を避難したところ。仁王門の下の2丁石仏の直下の道を境内から見て左に約200 m入ったところにあり、石垣が残っている。（大峰寺の跡）

山門を入り参道を進むと右に手水場があり、左に行くと庫裏・客殿・納経所が、右の石段を上がると正面に鐘楼・星供大師があって、その右に本堂が建つ。本堂の向かいの参道を進むと正面に大師堂が、その右に聖天堂がある。
シャクナゲが境内一面に咲きほこる5月上旬はそれ目当ての観光客も来て、ゴールデンウイーク期間は自動車が渋滞するほどである。(シャクナゲの画像は2014年5月10日撮影)
- 宿坊：なし　※かつては別院の信徒会館に宿泊ができた。
- 駐車場：50台。平野林道（有料）を利用の山上駐車場（冬期は積雪注意）。

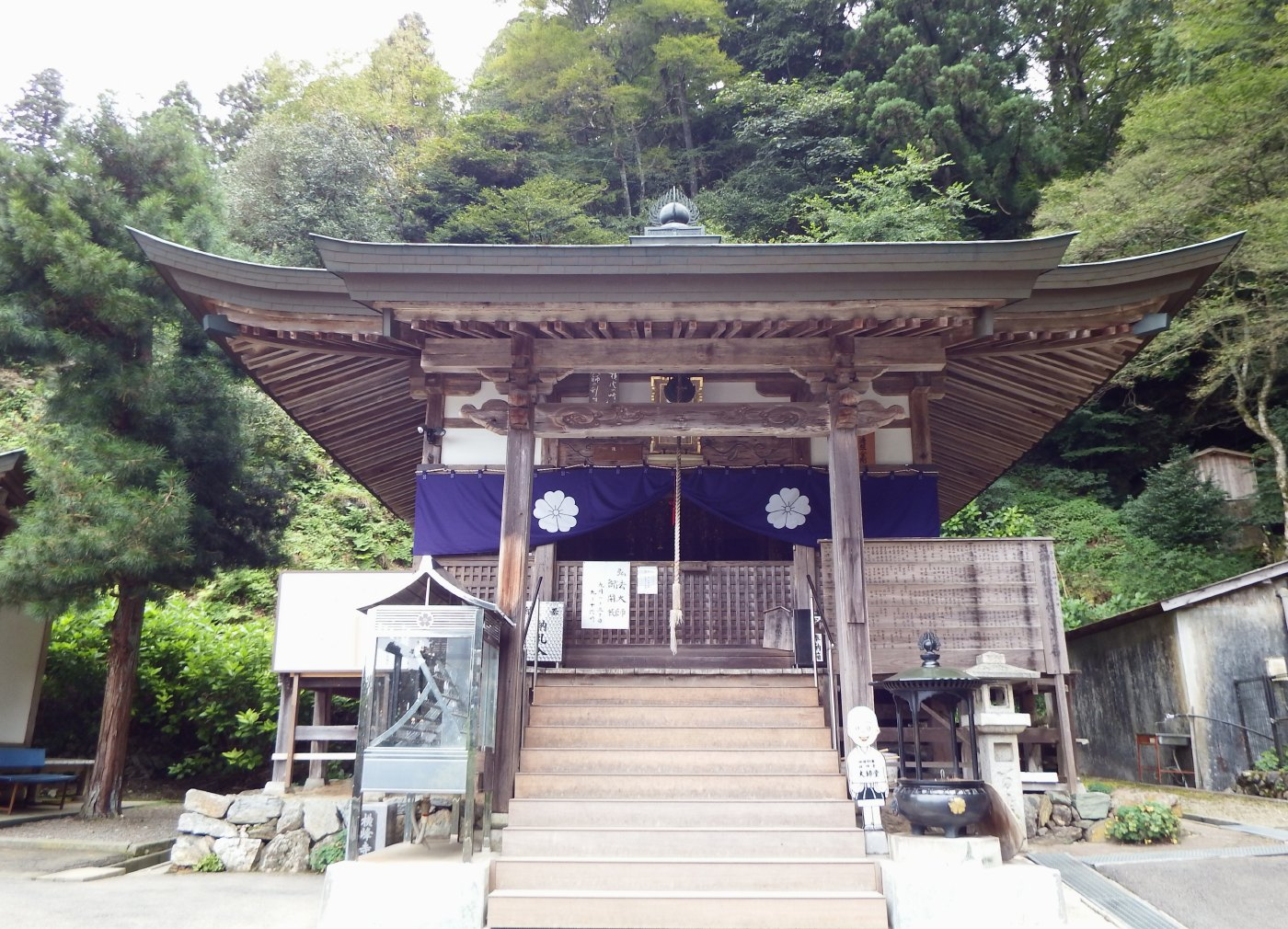
大師堂
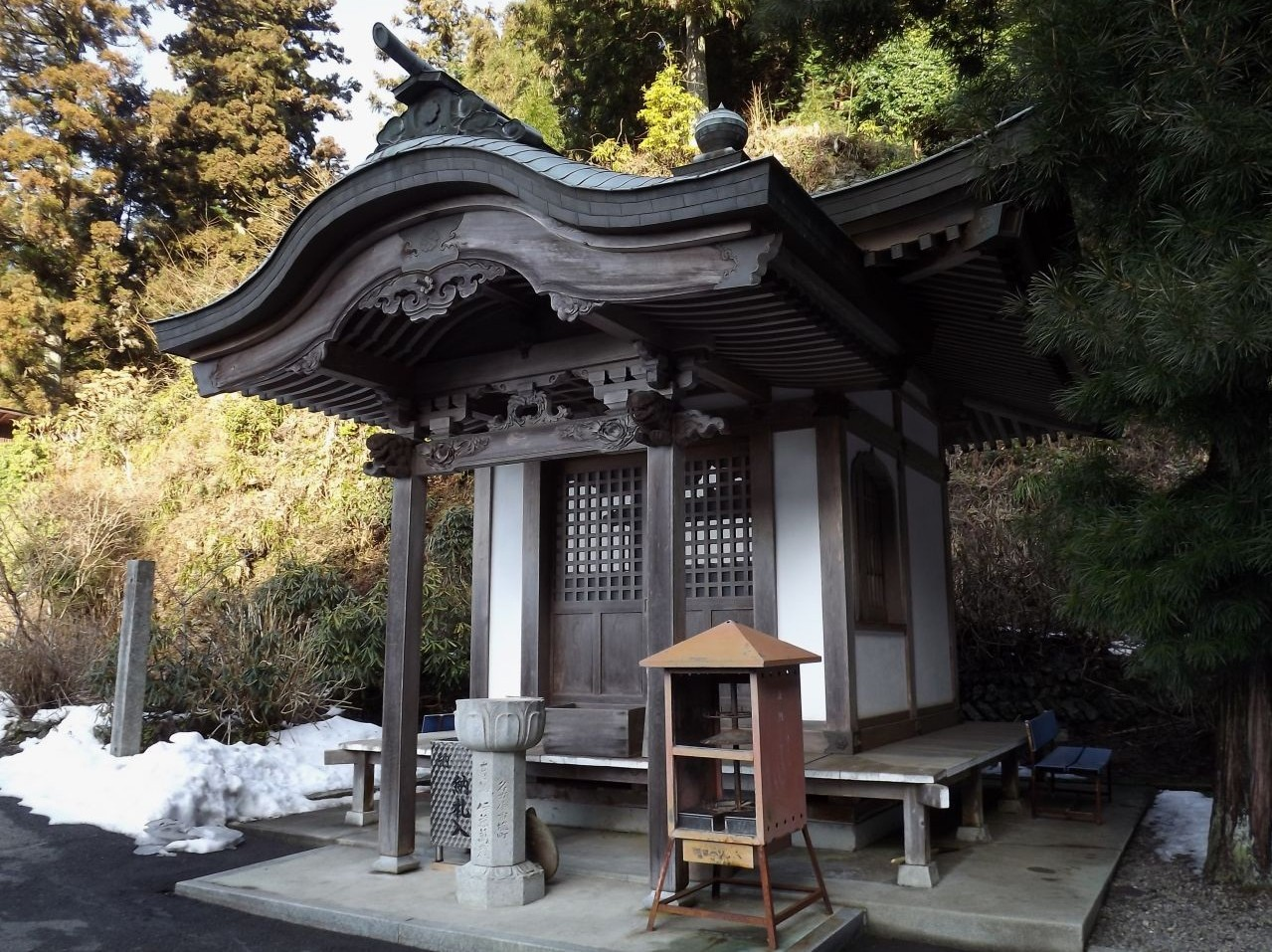
歓喜天堂
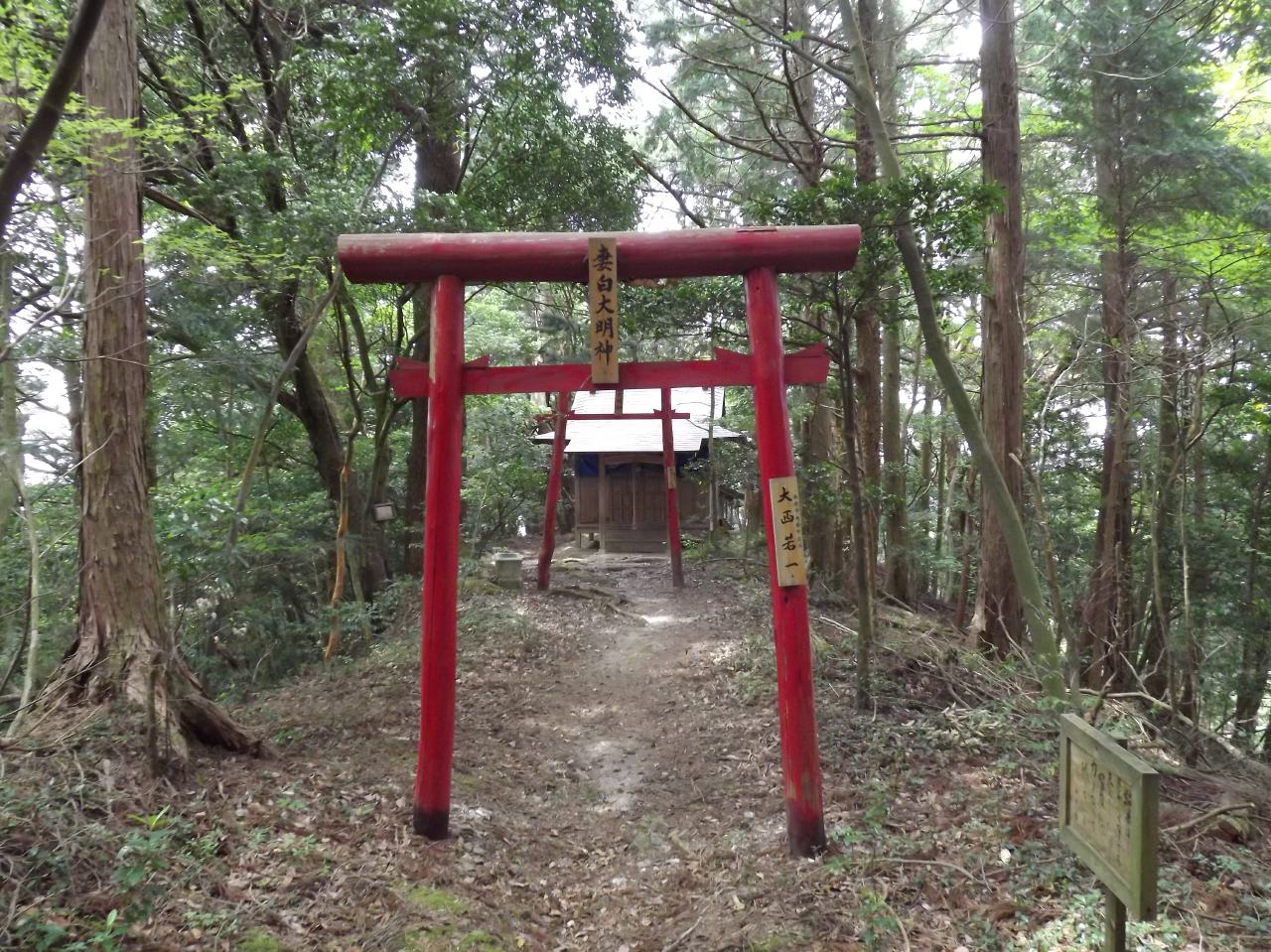
妻白大明神
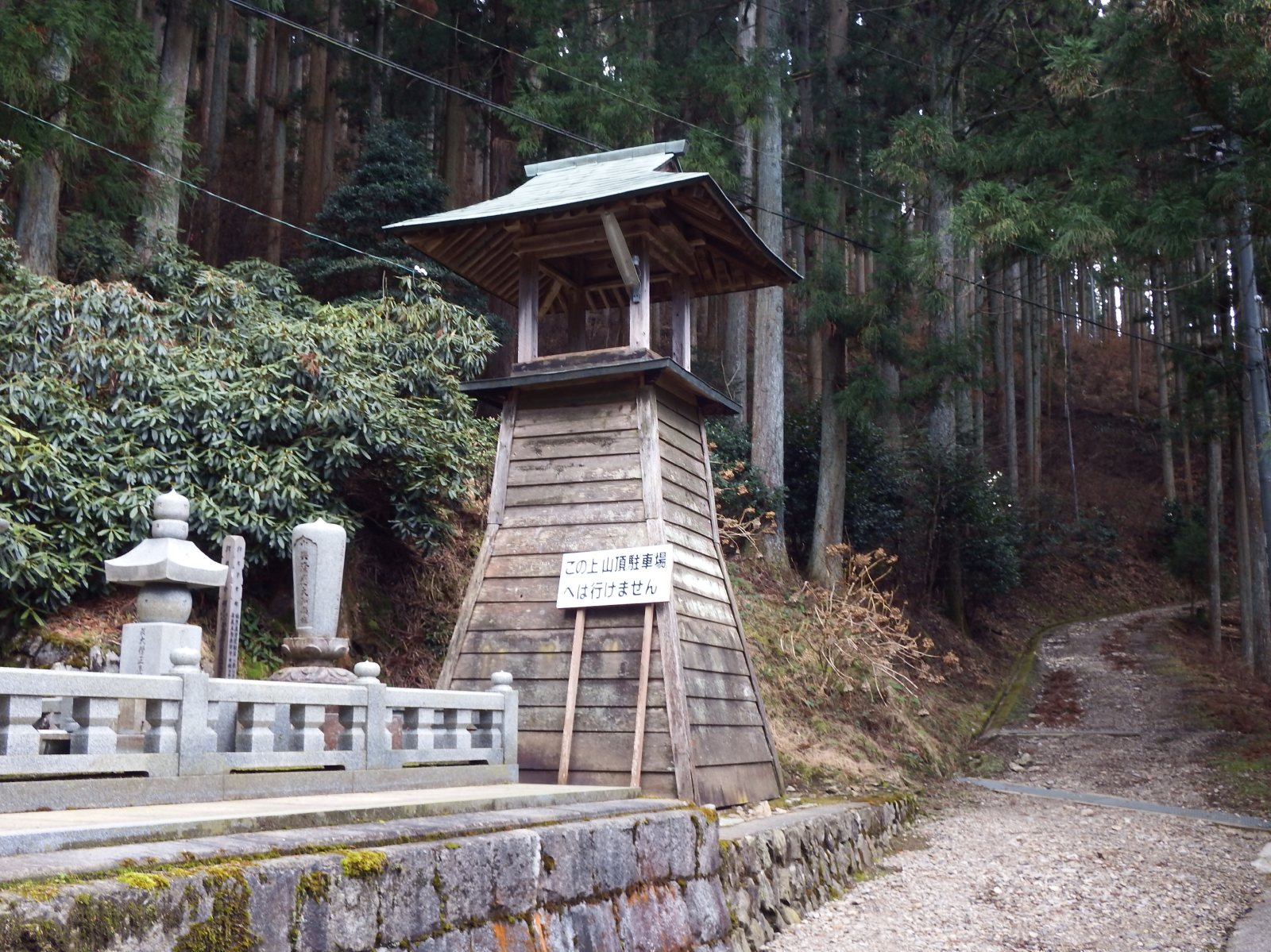
高燈籠
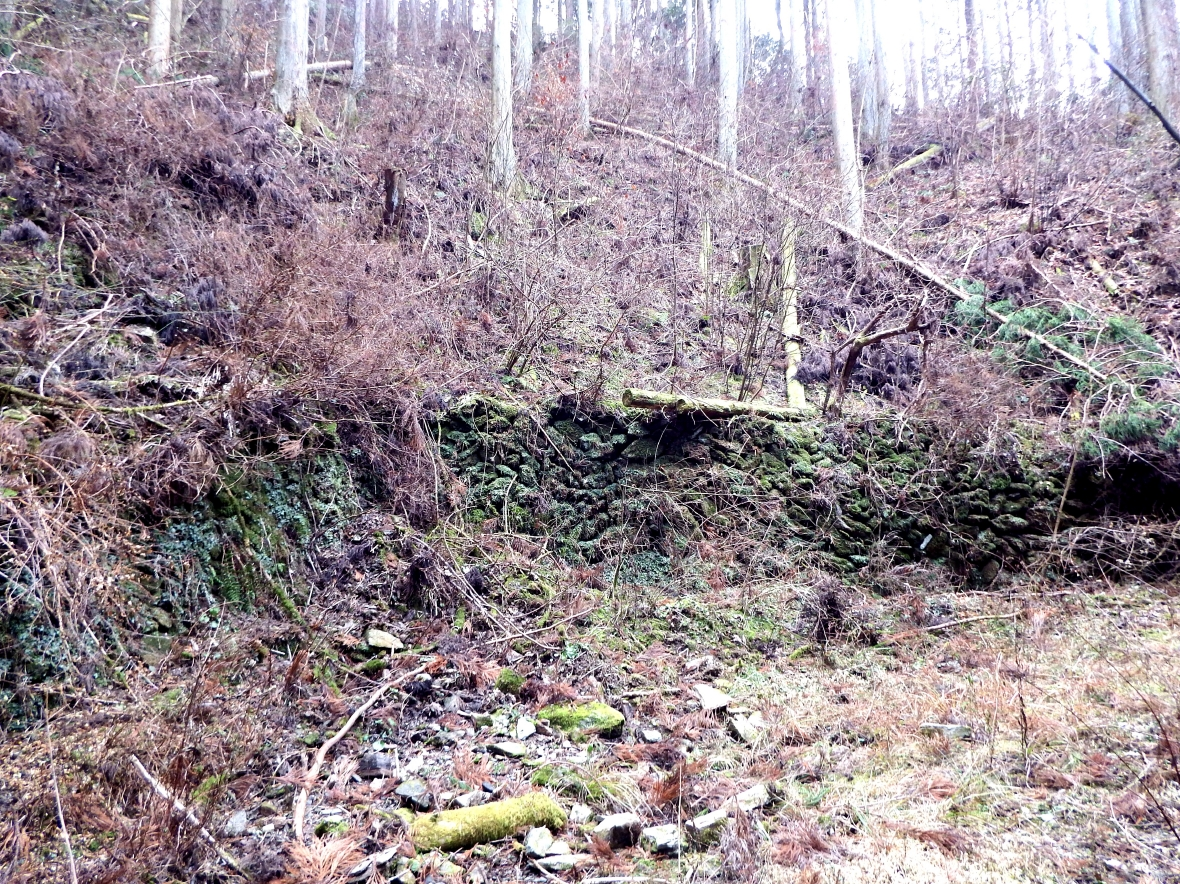
大峰寺の跡
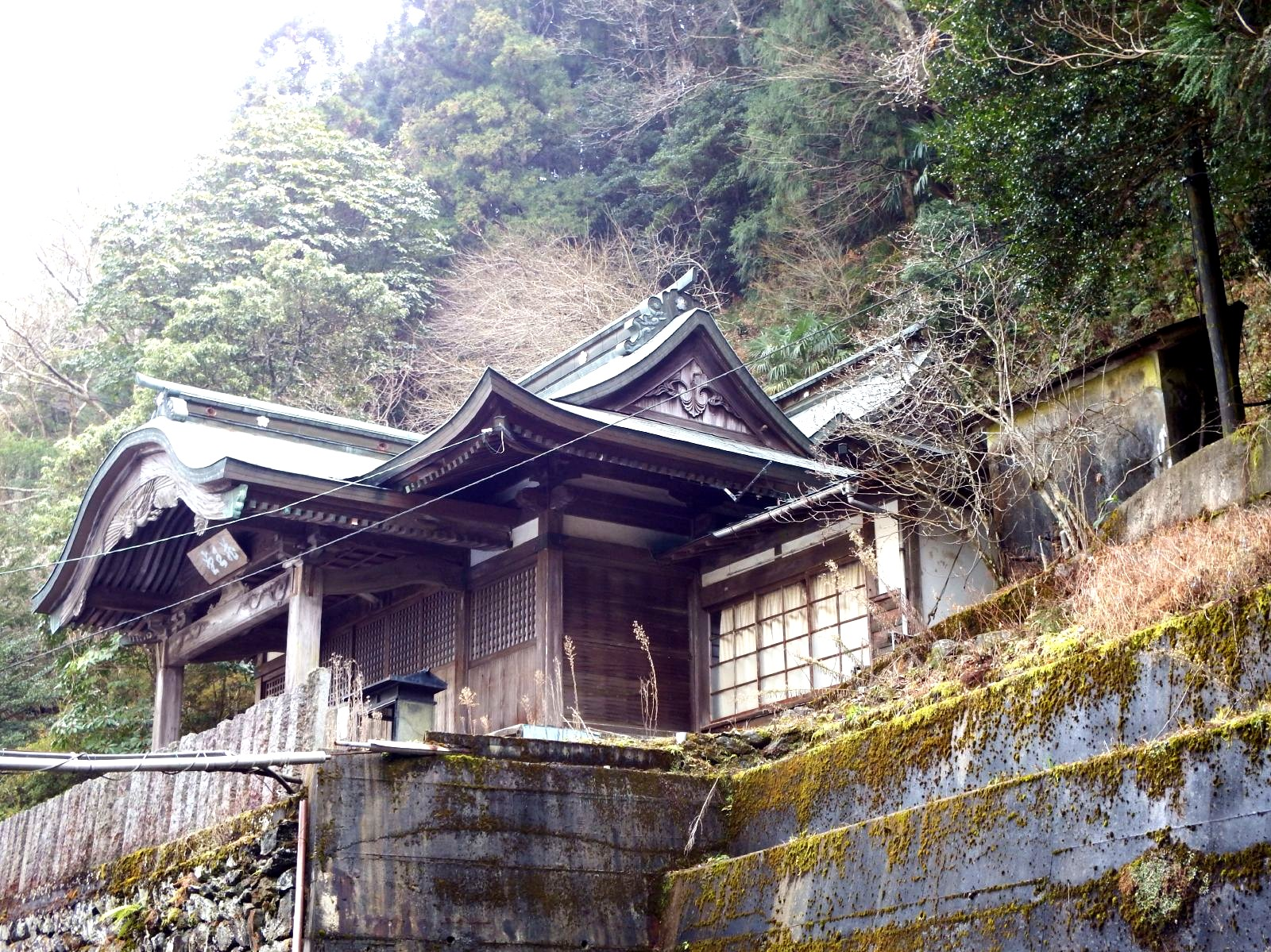
横峰寺別院本堂は かつての大峰寺の建物だった

## 文化財
国の名勝

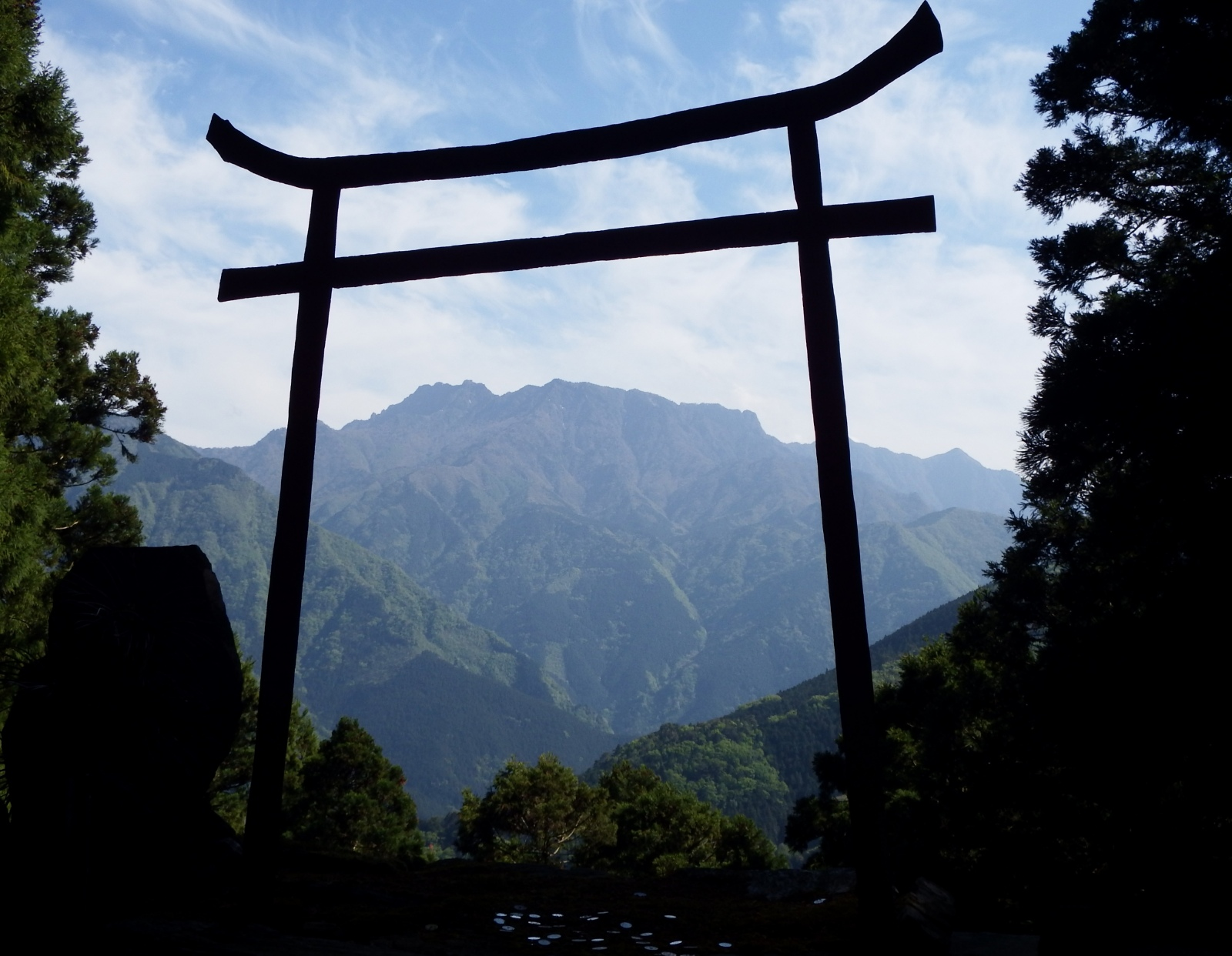
星ヶ森（名勝）

- 星ヶ森 - 石鎚山遥拝所。0.1767ha[6]。平成29年10月13日指定[7]。

国の史跡

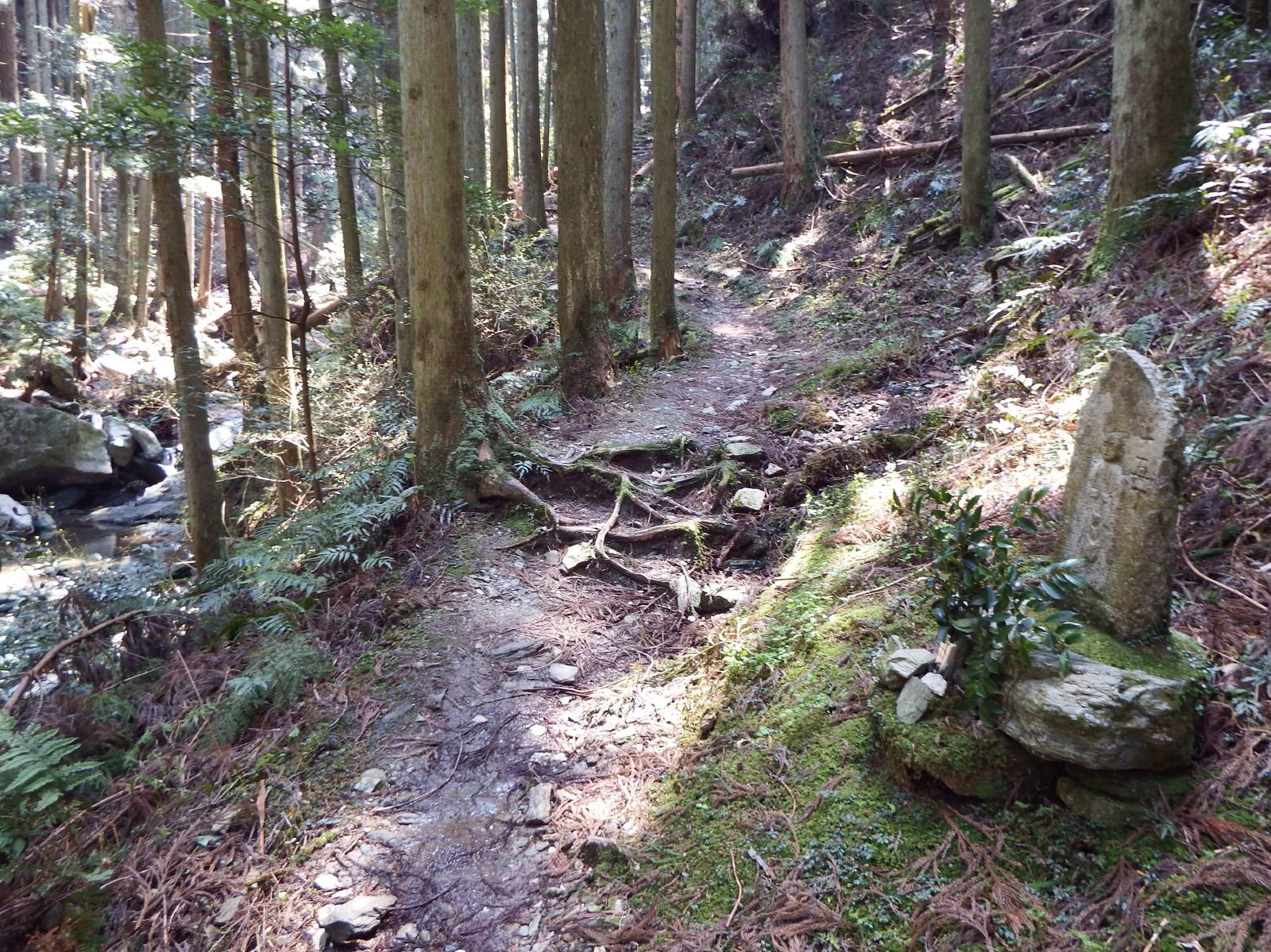
横峰寺道（史跡）

- 伊予遍路道 横峰寺道 - 国分寺から横峰寺までの遍路道のうち、旧状をとどめる総延長約2.1 kmの区間が指定されている。

1. 二十丁の位置にある湯浪休憩所付近から五丁石付近までの約1.7 km[8]。平成28年10月3日指定[9][10]。
2. 五丁石付近から山門までの0.396 km[6]。平成29年10月13日指定[9][10]。

- 伊予遍路道 横峰寺境内 - 21.694913 ha[6]。平成29年10月13日指定[9][10]。

県指定有形文化財
- 木造大日如来坐像 - 本尊の金剛界大日如来像、檜の寄木造、漆箔、彫眼、像高93.5 cm、平安時代末期作、昭和40年4月2日指定[11]。
- 金銅蔵王権現御正体（みしょうたい） - 銅製鍍金、高さ22.2 cm、幅14.0 cm、平安時代末期作、昭和40年4月2日指定[12]。

## 奥の院

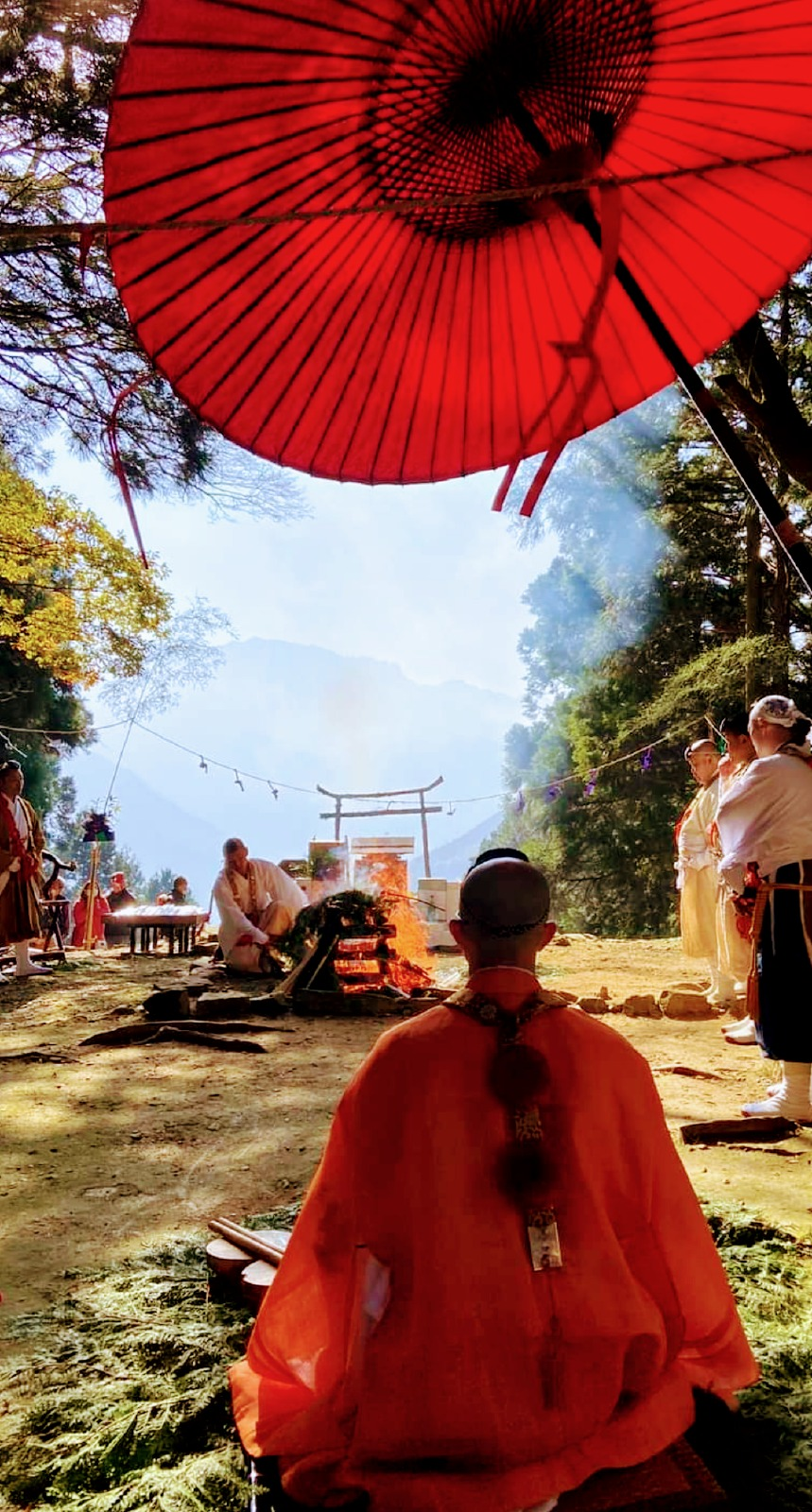
星ヶ森
横峰寺の境内から約0.5 kmほど車道を上がった標高約808 mの峠にある石鎚山遥拝所である（星ヶ森）。伝承によれば役行者が蔵王権現を感得し、弘法大師が星共の密行をしたという。江戸時代中期の寛保2年（1742年）建立の鉄製鳥居「かねの鳥居」が建ち、石鎚山を遥拝でき、弘法大師を祀る石の祠がある。2021年11月20日午前11時より、星ヶ森の「鉄ノ鳥居」の前で、3回目の柴燈護摩が行われた。ここから石鎚山を臨む光景が四国八十八景63番に選定された。
句碑：つるいち「お山さんしげしげ見せる四季の顔」が壇の左前にある。

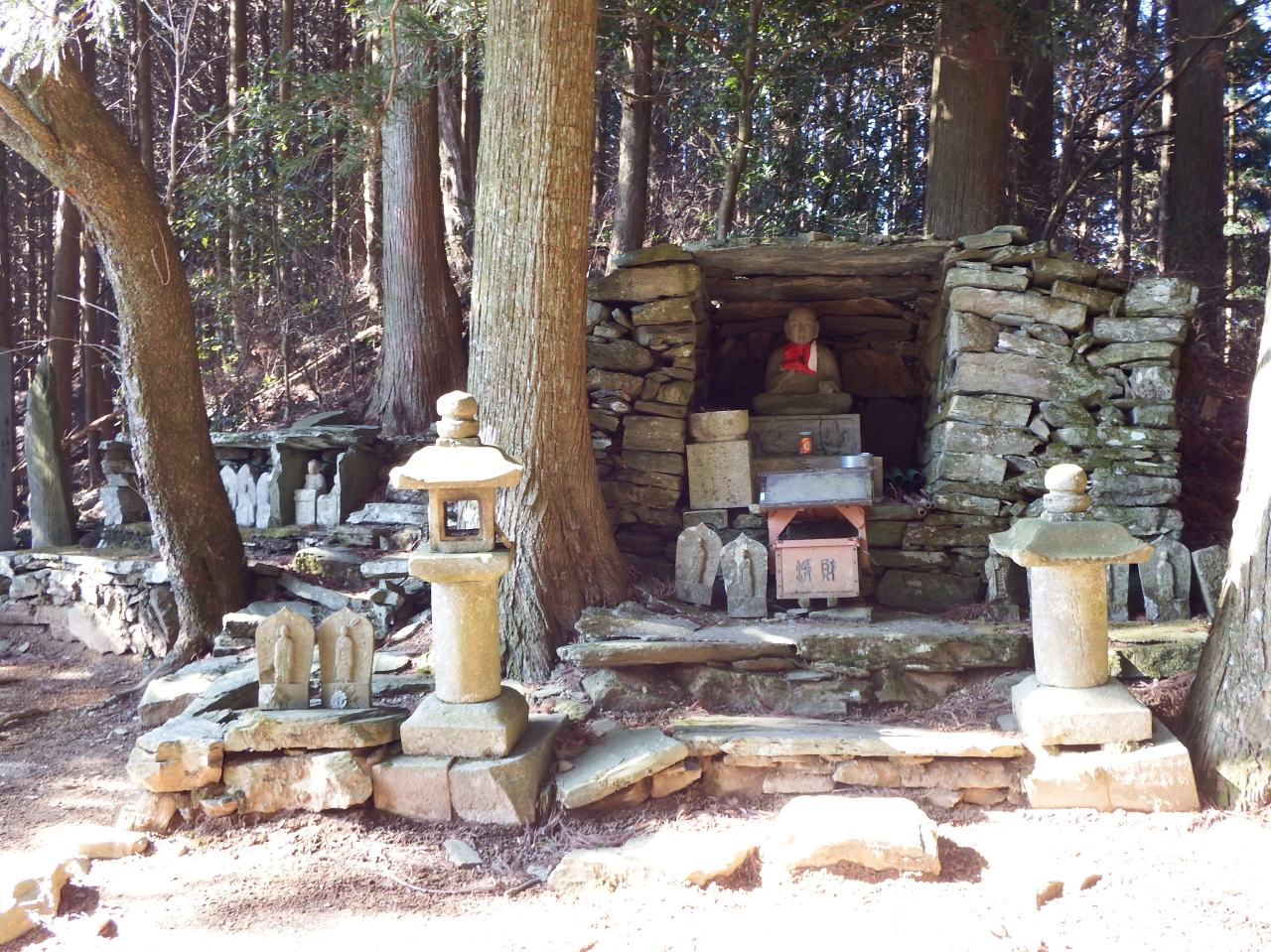
弘法大師を祀る石の祠
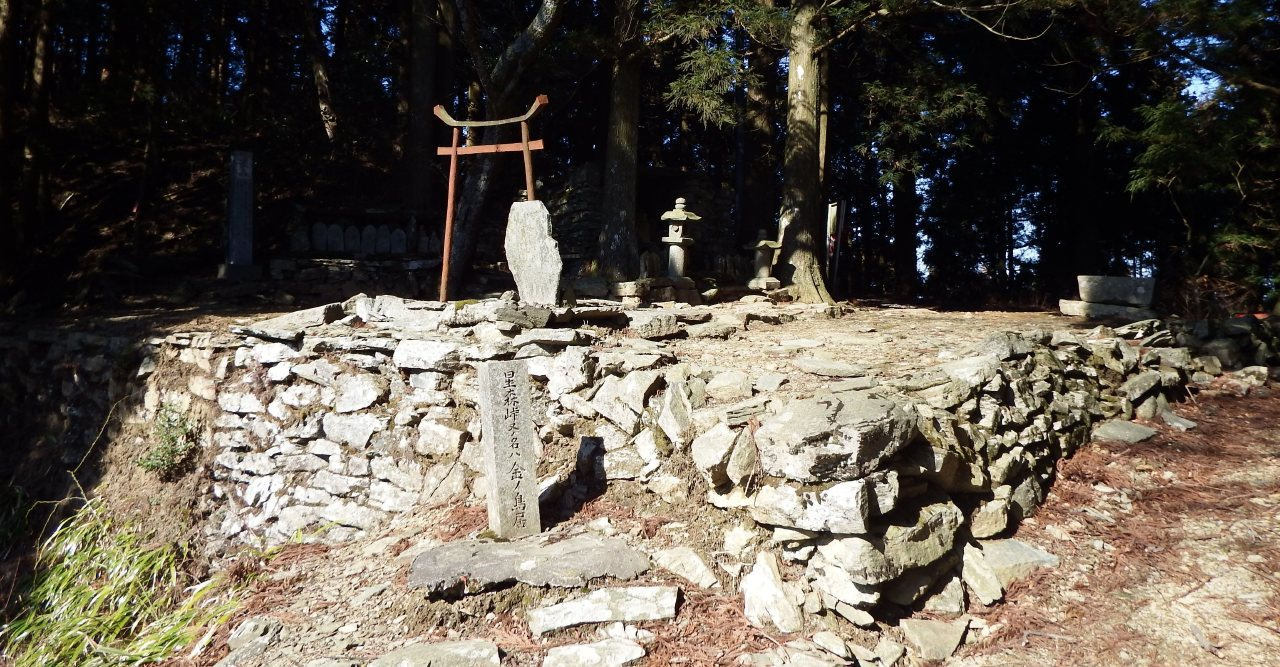
星ヶ森

## 関係堂宇
薬師堂
星ヶ森から石鎚山方向へモエ坂を約0.5 km下った途中にあり、脇仏は不動明王と弘法大師である。
横峰寺別院
横峰寺の蔵王堂であり、上記の薬師堂からさらに約2.6 km下りきった 虎杖（いたずり）の登山口（標高約245 m）から約500 m車道を下流に行った車道脇にある。明治期の大峰寺の建物を解体移築したものである。軒の垂木の先に「大」の文字があるが大峰寺の「大」である。昭和30年現在地へ移る際に石鎚蔵王大権現の右脇侍であった大黒天を共に合祀した為、昭和51年の四国東予七福神霊場開創時よりここが大黒天札所となったが、現在大黒天は横峰寺本堂右陣奥へ移されており、それに伴い大黒天の納経も横峰寺で行うようになった。かつては別院で星祭りやお山開き等での行事が行われており、納経所兼信徒会館に宿泊ができた。虎杖登山口から川を渡った対岸に黒川道の登山口があり石鎚山の中腹の成就に向かう登山道であるが、現在通行不能である。もう一つのルートの今宮道 (6.6 km)の登山口は車道を800 m東に行った河口（こうぐち）にある。
- 所在地：愛媛県西条市小松町石鎚 （横峰寺別院）

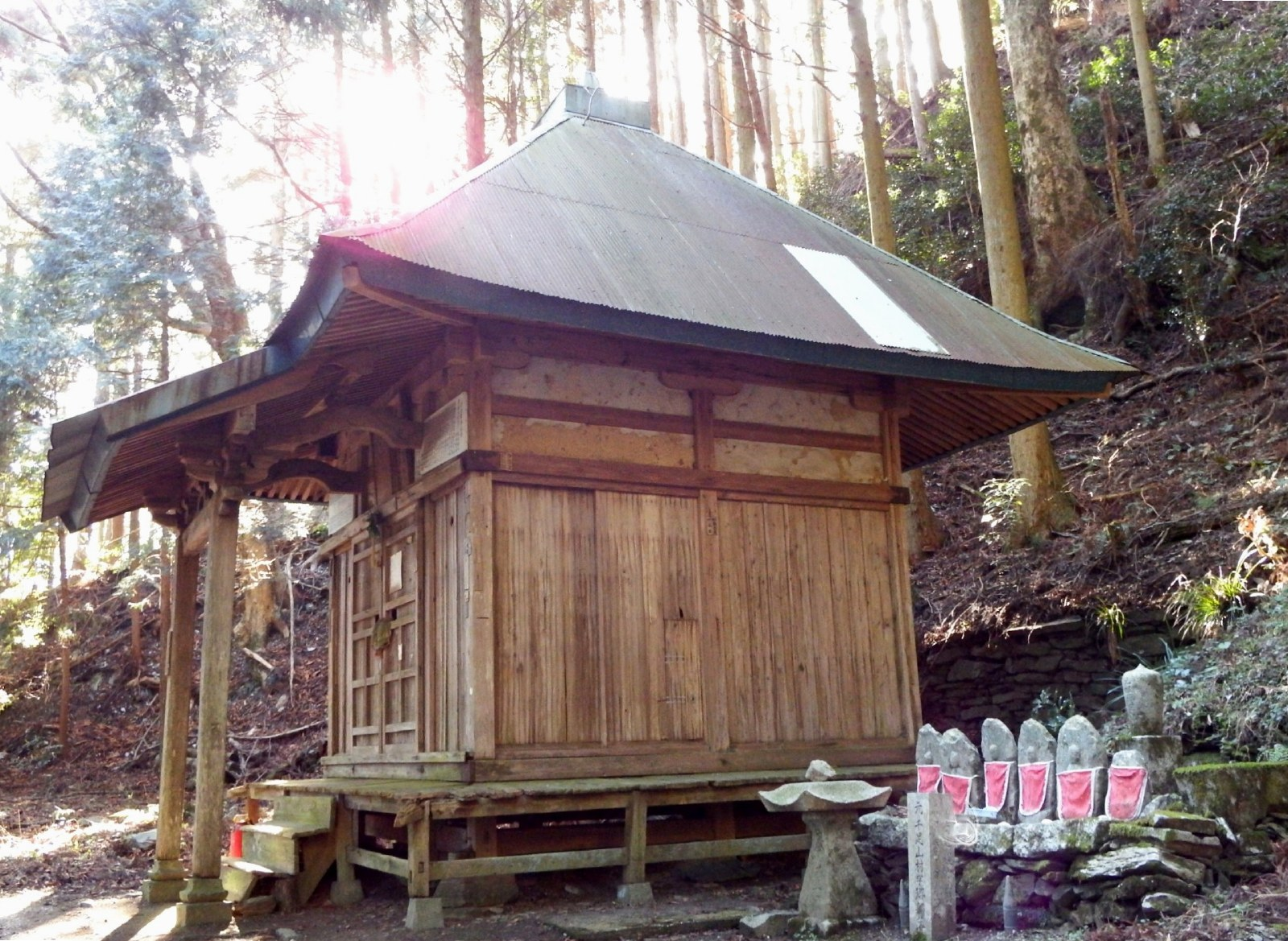
薬師堂
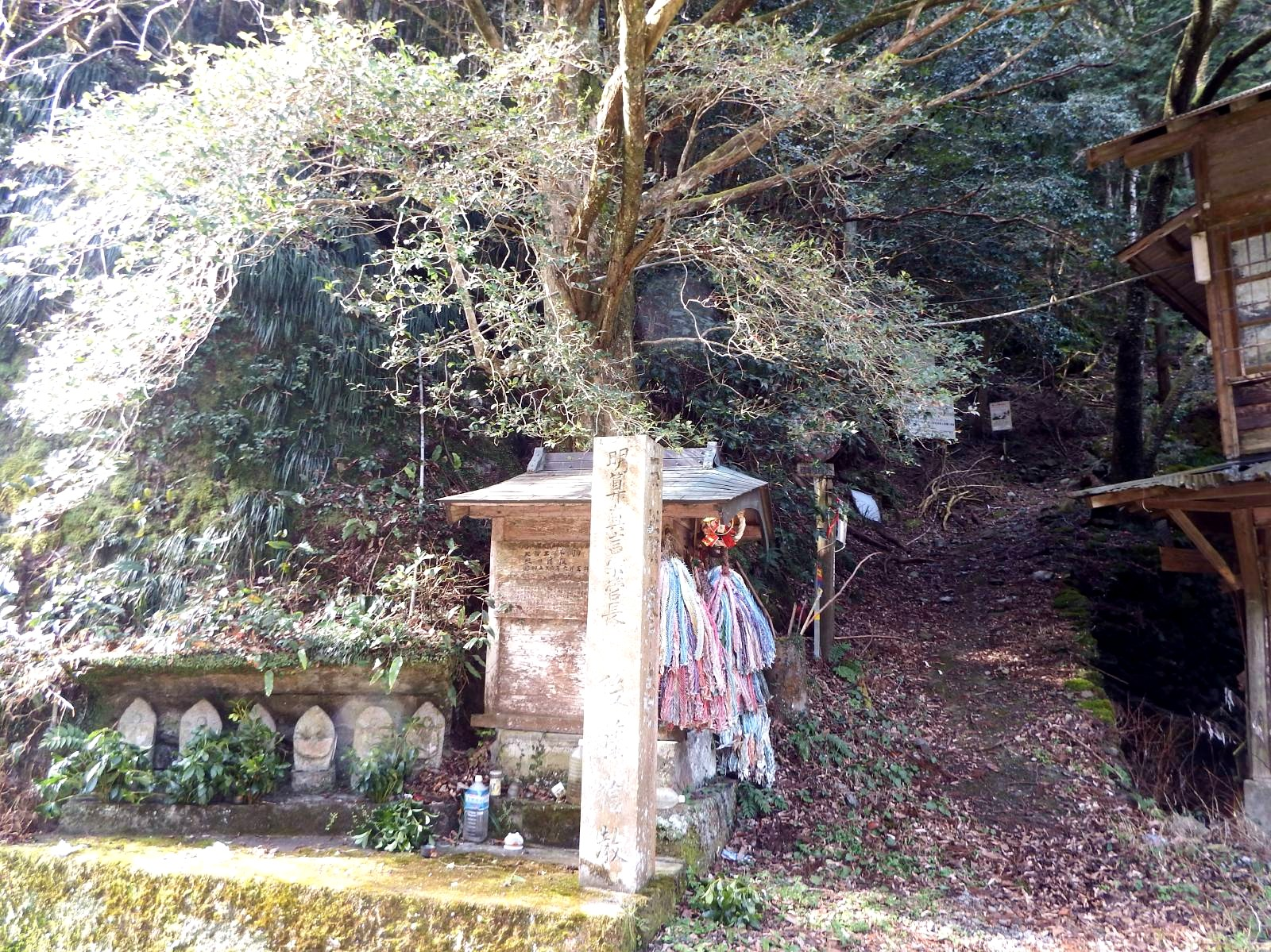
星ヶ森から下った虎杖登山口
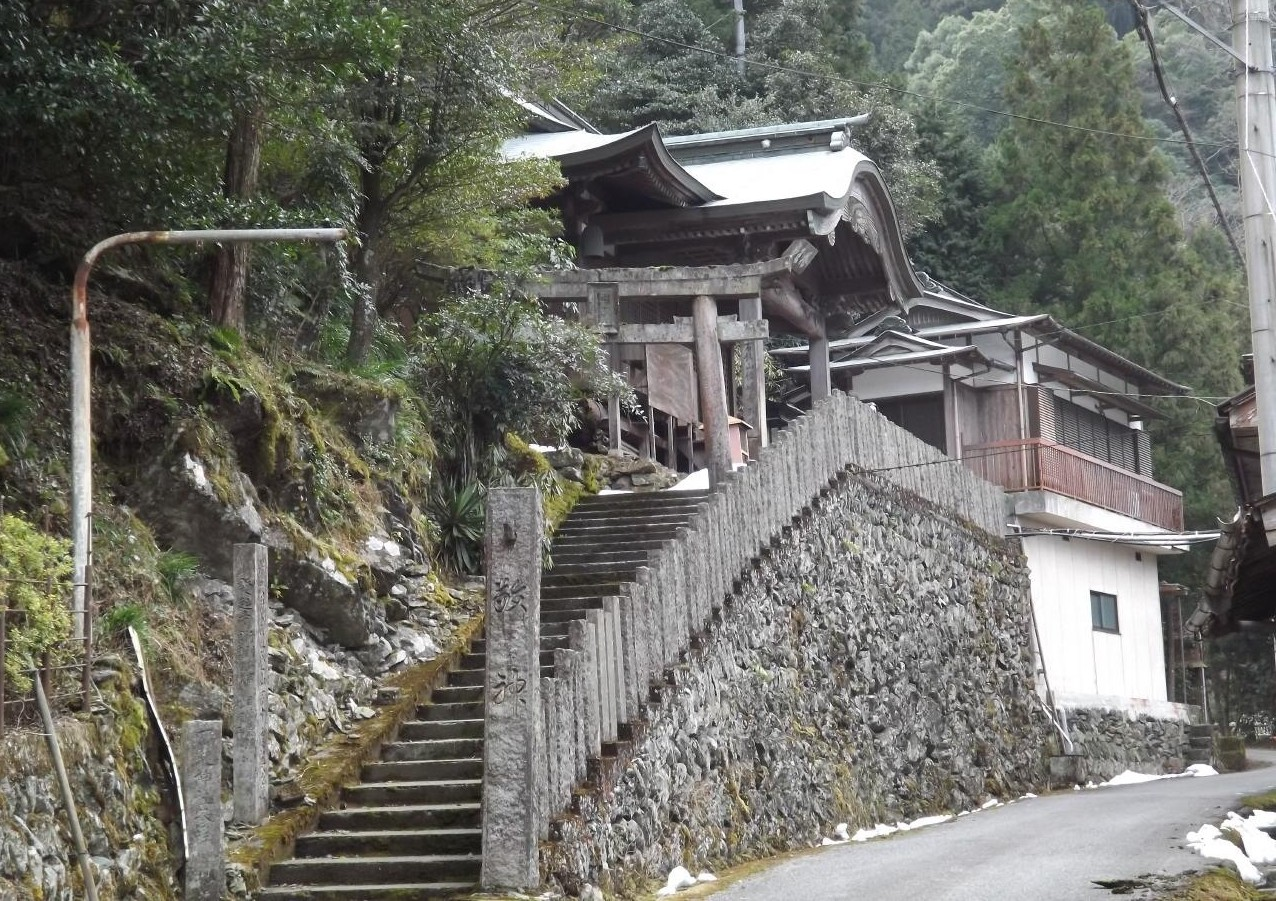
横峰寺別院

## 前札所
妙雲寺
天平5年（733年）石仙菩薩の開基で、如来応現の霊地として前札所であり、明治の神仏分離以前は、隣の石土神社と一体で、蔵王権現堂であり鎮守社であった。横峰寺巡拝および石鎚山登拝への登山拠点で行者の前行懺悔礼拝所であり、ここの参道を通ってお山に向かっていた。しかし、昭和になって河口まで県道が通りバスが運行するようになってからは殆どがそちらへ移ってしまった。また、明治17年（1884年）火災に遭い廃寺になった。明治28年（1895年）近くの大儀寺を移転し復興し「前札旧跡大儀寺」とした。昭和32年（1957年）石鈇山妙雲寺に複称なる。
- 所在地：愛媛県西条市小松町妙口 （妙雲寺）

清楽寺
天平年間に聖武天皇の勅願により国司越智玉澄が造営し行基が開基したという。横峰寺が廃仏毀釈で廃寺になった明治4年から四国八十八箇所第60番札所を引き継いでいたが当寺が復興した後の明治18年より札所を返して前札所となった。
- 所在地：	愛媛県西条市小松町新屋敷 （清楽寺）

## 前後の札所
四国八十八箇所
59 国分寺 --(27.0 km)-- 60  横峰寺 --(9.7 km)-- 61 香園寺

## 交通案内
鉄道

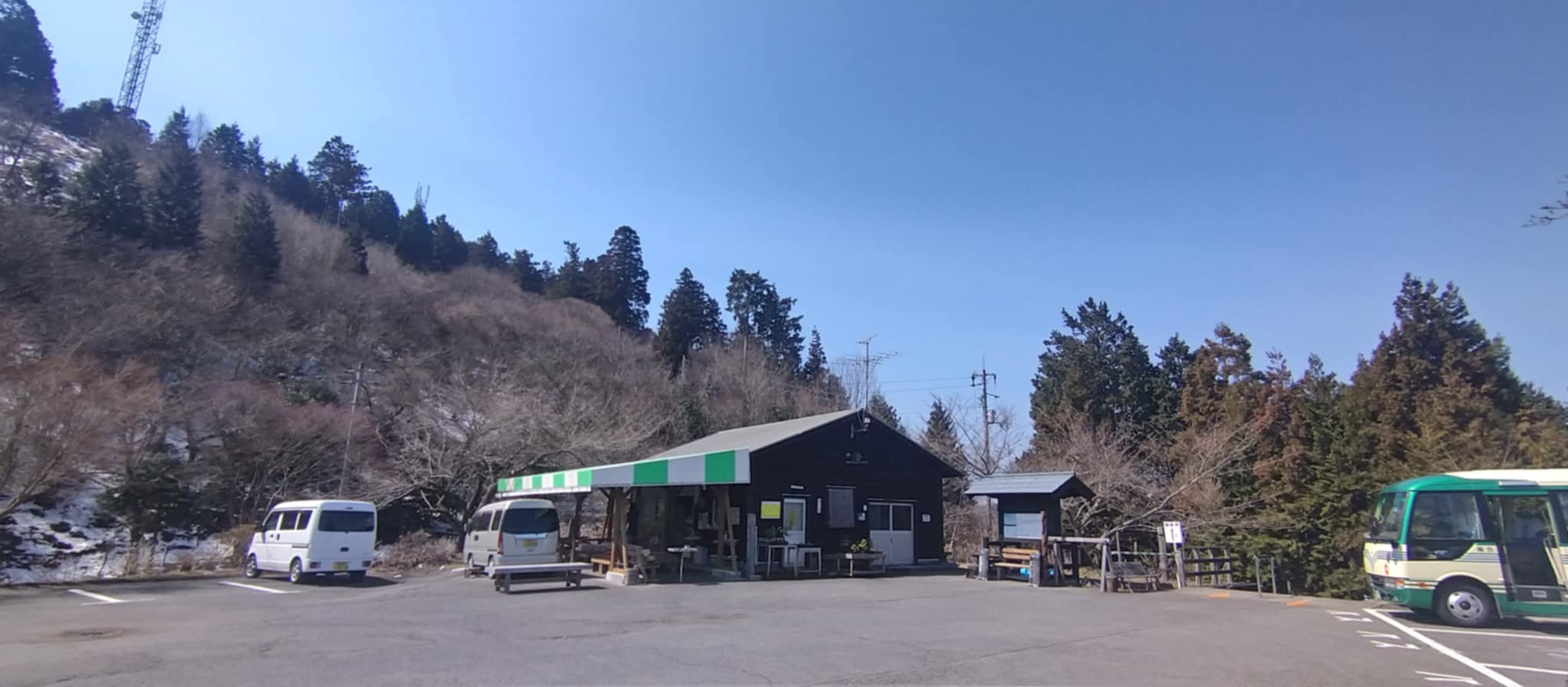
平野林道　山上駐車場

- 四国旅客鉄道（JR四国） 予讃線 – 伊予小松駅 (11.2 km)

バス

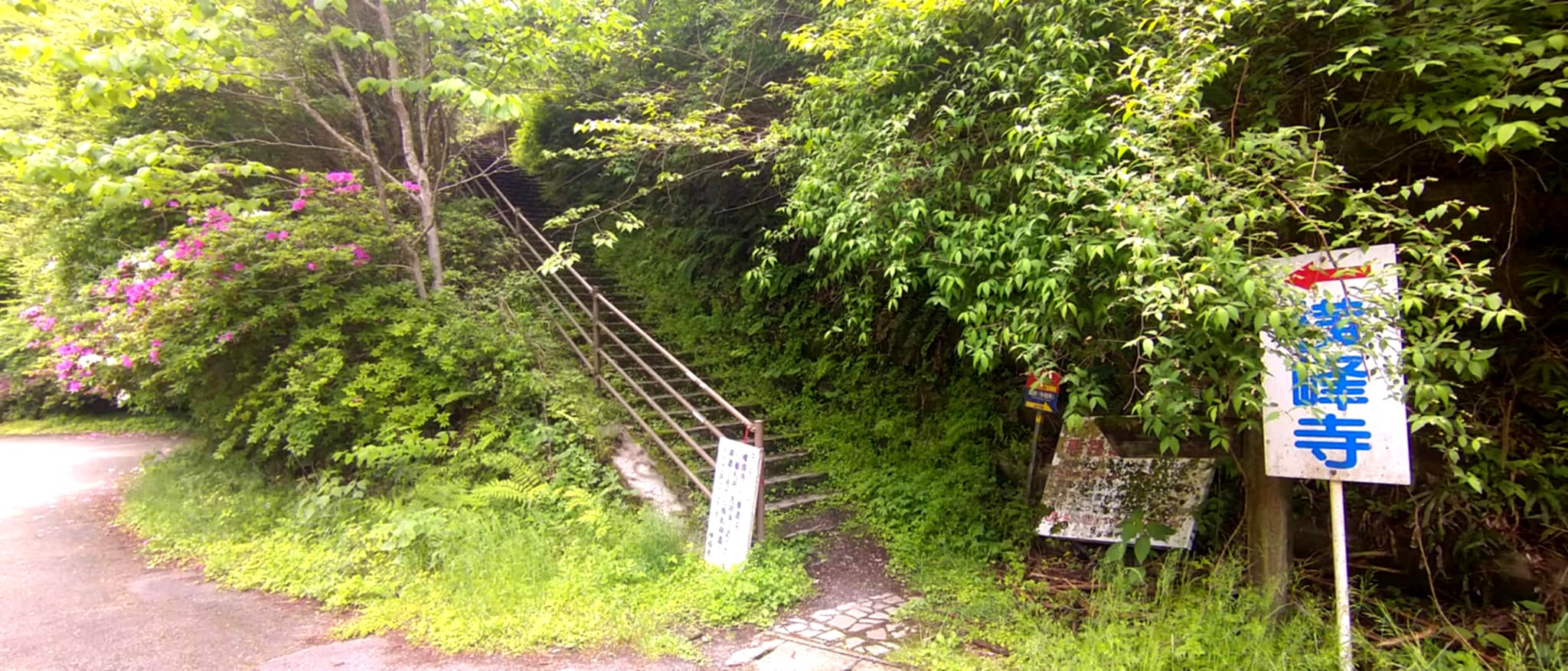
せとうちバス 西条済生会病院前 – 石鎚ロープウェイ～西之川線「横峰登山口」で下車。下車後、徒歩3分の「上の原」乗換所まで歩き、横峰寺参拝バスに乗り換え、「横峰寺参拝口」で下車 (寺院まで徒歩15分)。なお、12月21日より2月末日までは冬季運休。
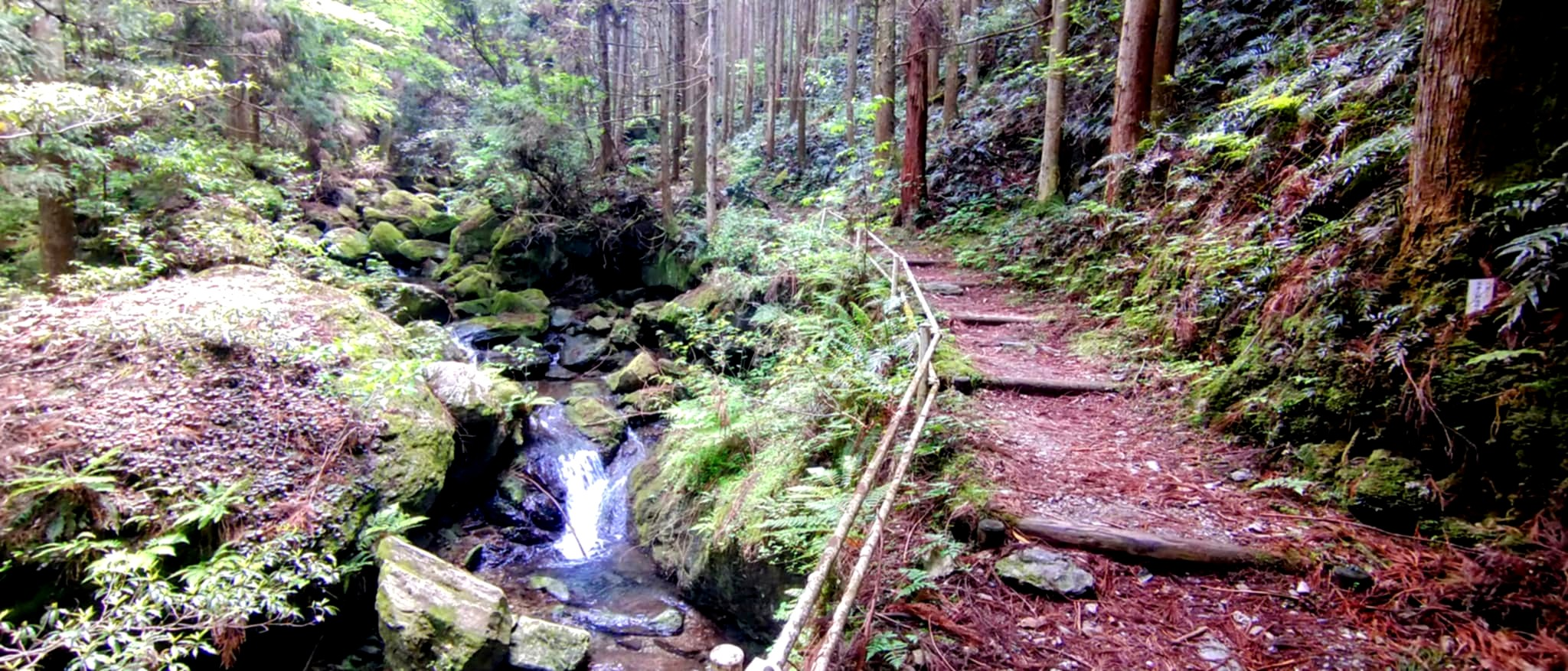
横峰寺道前半
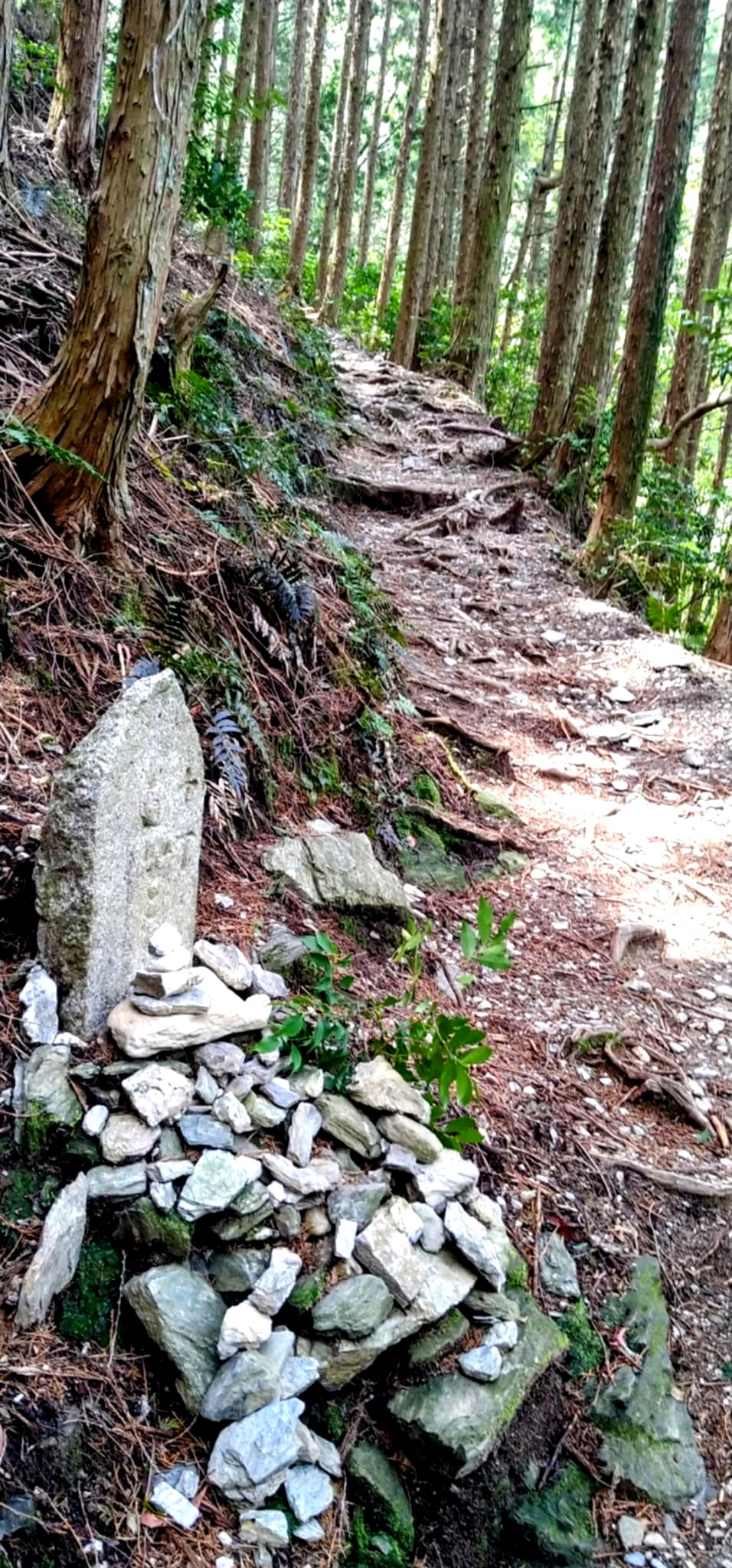
横峰寺道後半
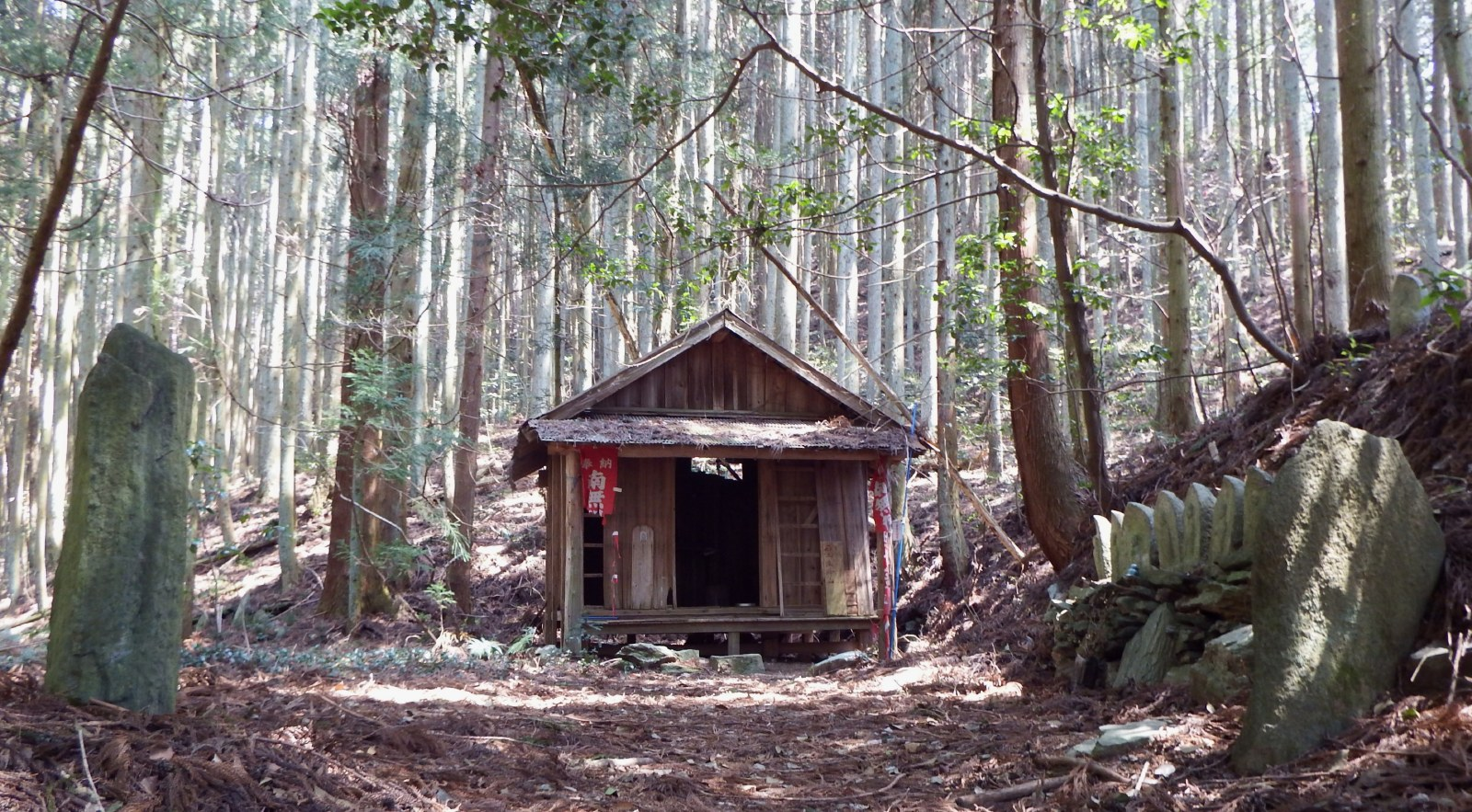
古坊（ふるぼう）
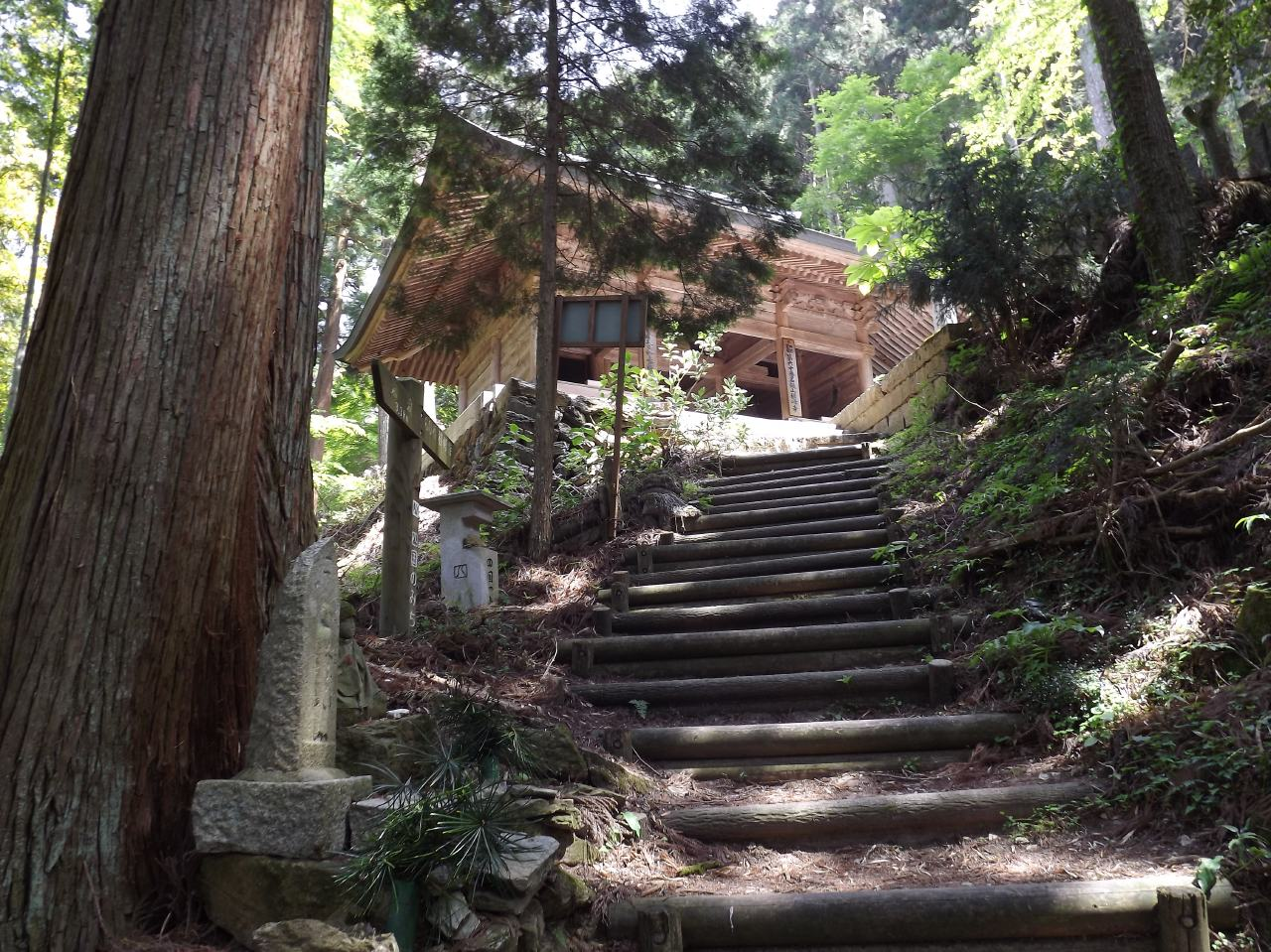
仁王門

道路
- 一般道：愛媛県道12号西条久万線 横峰登山口 (8.3 km)
- 自動車道：松山自動車道 いよ小松IC (17.5 km)

寺院近くの駐車場までは、平野林道（有料道路）を通行する。往復通行料金は普通車2,000円（2024年現在）。12月28日より2月末日までは冬季通行止（積雪・凍結の場合は通行可能期間でも通行止め又は途中までの通行となる可能性あり。なお、冬季通行止期間中でもゲートは開いており自己責任で通行は可能であるが、道路修復工事の為途中までで止まることがあり注意、また、通行止め開始日が年によって変更の場合あり）
最短で整備されている徒歩道
- 国道11号 → 小松町大頭交差点・愛媛県道147号石鎚丹原線 → 湯浪（ゆうなみ）登山口（標高約272 m、最新トイレ棟、東屋、駐車場5台＋駐車スペース約10台）→ 登山道2.2 km 約70分（前半は渓流沿い、後半は斜度がきつくなる植林コース）→ 仁王門

- 湯浪休憩所の登山口
- 横峰寺道前半
- 横峰寺道後半
- 古坊（ふるぼう）
- 仁王門